# Pawpaw
A pawpaw (Asimina triloba), más néven indián banán, annónacserje vagy papau az annónafélék családjába tartozó, lombhullató cserje vagy kis fa.

## Általánosságban
Magassága elérheti a 12 m-t. Alakja hegyes, széles és tojásdad, levelei megközelítik a 30 centimétert. Szaga kellemetlen, színe bíbor, virágai 5 centiméter hosszúak, melyen tavasszal lombfakadás előtt nyílnak. Csoportosan fejlődő, ehető, 10-20 cm hosszú termései vastag banánokra emlékeztetnek, héjuk az érés során megfeketedik. Méretük, érési idejük és ízük fajtától függően változó. Érzékeny bőrűeknél a termések érintése bőrreakciót válthat ki.

## Megjelenése, felépítése
Középtermetű fa, 2-3 méter magasra nő meg, törzse sima kérgű, barna színű. Több törzsű cserje, sokfelé ágazó, tömör, piramis alakú, sarjadásra hajlamos, szubtrópusi megjelenést mutat. Levelei egyesével vannak, 15-30 cm hosszúak, középtől a sötét zöld színűek, lehulláskor sárgászöldre színeződik. Nyáron a levelek lefele lógnak, mintha hervadnának. Gyümölcse ehető, zöldes-sárga vagy rózsaszínűre érő bogyó, néha megnyúlt, máskor gömbölyű, vese alakú, 20-40 dkg-os méretűre is megnövő gyümölcs. Rendszerint a nemesebb fajtánál 2-3 magot tartalmaz. Magas A és C vitamint, telítetlen zsírokat, proteineket, szénhidrátokat tartalmaz sok rostanyaggal a gyümölcse.
Nem könnyű termeszteni, nehéz átültetni, ezért kicsi korban földlabdában vagy konténerben neveljük, hosszú karógyökeret fejleszt. Igényli a nedvességet, termékeny, mély, enyhén savas földet és kiskorában árnyékolás szükséges. Kártevői nincsenek. Szaporítása magvetéssel, amit 3-4 éves korában lehet beoltani. A vad gyümölcsök kis termésűek és sok magvat tartalmaznak. Csak párban teremnek. Hazánkban teljesen télállónak bizonyult, savanyú kémhatású talajt és sok vizet kedvel.

### Lombozat
A sötétzöld, ovális-hosszúkás lehajló levelek 30 cm hosszúra is megnőnek, ez ad a pawpawnak érdekes trópusias külsőt. Ősz közepén a levelek sárgára színeződnek és megkezdődik a lombhullás, késő tavasszal a levelek ismét kihajtanak, és ezt követően elkezd virágozni a fa.

### Virágzat
Az áttelelő, bársonyos, sötétbarna virágrügy az előző évi levelek hónaljában fejlődik ki. Ezekből képződik a gesztenyebarna, fejjel lefelé álló virágzat, mely 5 cm-es. A szokásos virágzási periódus körülbelül 6 hét, március és május között, mely függ a földrajzi szélességtől és az éghajlati viszonyoktól. A virág 2 örvben elhelyezkedő 3-3 sziromlevélből és 3 csészelevélből áll. Mindegyik virág több magházat tartalmaz, mely megmagyarázza, miért fejlődhet egy virágból több összenőtt gyümölcs.

### Gyümölcs
A pawpaw a legnagyobb ehető gyümölcs mely őshonos Amerikában. A gyümölcs súlya 140-450 gramm, hossza 7,5-15 cm. A nagyobb méretűek olyanok, mint egy szilva, hasonlítanak a mangóra is (sőt az ízük is a mangóra emlékeztet). A gyümölcsben általában 10-14 mag van 2 sorban elhelyezkedve. A barnás feketés magok lima bab alakúak és 13-38 mm hosszúak. Gyakran előfordul, hogy a gyümölcsök fürtben (egy csomóban) vannak, mely akár 9 darabból is állhat. Az érett gyümölcs puha és vékony héjú.

## Származása, elterjedése
A pawpaw Egyesült Államok északi, mérsékelt erdőségeiből származik. Az amerikai indiánoknak köszönhető a pawpaw elterjedése, a keleti partvidéktől, Kansastől, Texastól a Nagy Tavakig. Kövület bizonyítja, hogy a pawpaw őshonos az USA-ban. 

## Fajtái
- Davis - Kis gyümölcs. Sárga hús, zöld héj. Magok nagyok. Íz jó.
- Mary Foos Johnson - olyan, mint a Sunflower
- Mitchell - Gyümölcs közepes. Húsa aranyszínű, kissé sárgás héj. Íze kitűnő.
- Overleese - Nagy gyümölcs. Kevesebb, de nagy magok. Sárga hús. Íze kitűnő.
- Prolific - Nagy gyümölcs. Sárga hús. Íze kitűnő.
- Sunflower - Gyümölcse közepesen nagy. Húsa aranyszínű, sárgás héj. Kevés mag. Íze jó. Öntermékeny.
- Sweet Alice - Gyümölcse közepesen nagy. bőtermő. Húsa sárga. Íze jó.
- Taylor - Gyümölcse kicsi. Sárga hús, zöld héj. Íze enyhe, kitűnő.
- Taytoo - Gyümölcse közepes. Húsa sárga, héja világos zöld. Íze kitűnő. Bőtermő.
- Wells - Gyümölcse egészen nagy. Húsa narancssárga, héja zöld. Íze fenséges.